# 林譲
林 譲（はやし ゆずる、1954年9月4日 - 2023年7月13日）は、日本の歴史学者。専門は史料学、日本中世宗教史。東京大学名誉教授。駒澤大学歴史学科教授。

## 人物・経歴
東京都生まれ。1978年國學院大學文学部史学科卒業。1983年國學院大學大学院文学研究科博士課程日本史学専攻満期修了、東京大学史料編纂所助手。1992年金沢市史編纂委員会専門委員。1993年東京大学史料編纂所助教授、新潟県教育委員会調査員。1999年東京大学史料編纂所教授、二宮町史編纂委員会編纂委員、石川県加能史料編纂委員会編纂委員。2001年醍醐寺文化財研究所研究員、門前町史編纂委員会編纂委員。2002年武蔵野市文化財保護委員会委員。2003年三重県史編纂委員会専門委員。2004年磐梯町慧日寺跡指導委員会指導委員。2007年東京大学編纂所附属画像史料解析センター長。2008年熊谷市史編纂委員会専門調査員。2013年文化庁文化審議会文化財分科会専門委員。2019年駒澤大学文学部歴史学科日本史学専攻教授、東京大学名誉教授。専門は花押や筆跡の史料学及び日本中世宗教史。2023年7月13日、肝細胞癌のため死去。

## 著書
- 『三条坊門油小路道場西興寺をめぐって : 時衆のいくつかの異流について』永田文昌堂 1988年
- 『日本史の森をゆく―史料が語るとっておきの42話』（東京大学史料編纂所編, 共著）中央公論新社 2014年